# Meganthropus palaeojavanicus
Genre
Espèce
Meganthropus palaeojavanicus est une espèce éteinte de la famille des hominidés, dont les premiers fossiles ont été découverts en 1941 à Java (Indonésie) par le paléoanthropologue germano-néerlandais Gustav von Koenigswald. L'hypodigme de cette espèce inclut plusieurs fragments de mandibule et de crâne fossiles trouvés sur le site de Sangiran, près de Surakarta, dans la province de Java central.

## Historique
Un fragment de mandibule de grande taille, noté Sangiran 6a, daté d'environ 1 million d'années, fut découvert en 1941 sur le site de Sangiran, à Java (Indonésie), par Gustav von Koenigswald. Retenu prisonnier par les Japonais durant la Seconde Guerre mondiale, il parvint néanmoins à envoyer un moulage de la mandibule au médecin anatomiste allemand Franz Weidenreich, qui fut frappé par sa taille, perçue comme la plus grande mandibule humanoïde connue jusqu'alors. Elle avait selon lui à peu près la même taille que celle d'un gorille, mais avec une forme différente. Franz Weidenreich décrivit le spécimen et créa l'espèce Meganthropus palaeojavanicus en 1944 à partir de ce seul fragment de mandibule. Au cours des décennies suivantes, plusieurs fossiles crâniens fragmentaires particulièrement robustes découverts à Sangiran ont été attribués à ce taxon par différents auteurs.
Sous l'influence de biologistes tels que le germano-américain Ernst Mayr, la tendance fut au cours de la deuxième moitié du XXe siècle de ramener la plupart des fossiles humains archaïques à un petit nombre d'espèces, et notamment de ranger tous les fossiles asiatiques sous l'appellation Homo erectus. Néanmoins, la taxonomie des spécimens les plus robustes de Sangiran demeurait incertaine, car certains paléoanthropologues les considéraient comme plus proches d'Homo habilis, voire comme une variété asiatique d'Australopithèque.
Une étude spécialisée codirigée par les chercheurs français Clément Zanolli et allemand Ottmar Kullmer, parue en 2019, conclut que le matériel fossile étudié appartiendrait en fait à une espèce éteinte de grand singe et non à une espèce humaine. Elle rétablit la validité du genre Meganthropus comme taxon distinct des genres contemporains Homo, Pongo, et Gigantopithecus. Cette étude avance que le genre Meganthropus n'appartiendrait pas à la sous-tribu des hominines, et trouve les affinités les plus proches avec le Lufengpithèque, un genre fossile découvert au Yunnan, dans le sud de la Chine, et aujourd'hui jugé plus proche des homininés que des ponginés,.
D'abord attribués au genre Meganthropus, puis à l'espèce Homo erectus, puis de nouveau au genre Meganthropus, les fossiles de Méganthrope étaient encore en 2017, selon l'expression de Peter Bellwood, une « perpétuelle source d'inquiétude ».

## Principaux fossiles
Les fossiles attribués à Meganthropus trouvés jusqu'à présent sont au total assez peu nombreux, et leur caractère fragmentaire a longtemps entretenu le doute sur leur attribution.

### Trinil
Les deux molaires trouvées en 1891-1892 à Trinil par le médecin anatomiste néerlandais Eugène Dubois, longtemps attribuées à Homo erectus, ont été réattribuées par Clément Zanolli au genre Meganthropus.

### Arjuna 9
Arjuna 9, fragment de mandibule ayant conservé la seconde et la troisième molaires, possède de très grandes dimensions et présente des traits internes particuliers. Il montre des similitudes avec les spécimens robustes Sangiran 5 et Sangiran 6a.

### Sangiran 5
Sangiran 5, attribué à l'origine par Gustav von Koenigswald à l'espèce Pithecanthropus dubius, a été réintégré par l'étude de 2019 dans l'hypodigme de Meganthropus.

### Meganthropus A / Sangiran 6a
Sangiran 6a est le fragment de mandibule très robuste découvert en 1941 par Gustav von Koenigswald. Il a conservé trois dents, une molaire et deux prémolaires. Alors que chez les grands singes, la mandibule atteint sa plus grande hauteur au niveau de la symphyse, c'est-à-dire là où les deux branches se rejoignent (au-dessus du menton chez Homo sapiens), ce n'est pas le cas sur Sangiran 6a, où la plus grande hauteur est atteinte au niveau de la première molaire (M1).

### Meganthropus B / Sangiran 8
Cet autre fragment de mandibule fut décrit par Marks en 1953. Il apparaissait de prime abord de même taille et forme que Sangiran 6a, et il était aussi très endommagé. Une équipe de chercheurs japonais et indonésiens a récemment tenté une reconstruction du fossile, celui d'un adulte, et a conclu qu'il n'était pas si grand que supposé à l'origine. Sangiran 8 montre cependant plusieurs caractères trouvés uniquement sur Sangiran 6a et inconnus chez Homo erectus.

### Meganthropus C / Sangiran 33 / BK 7905
Ce fragment de mandibule fut découvert en 1979, et possède quelques caractéristiques en commun avec les fossiles précédents. Son appartenance à l'espèce Meganthropus palaeojavanicus apparait néanmoins la plus ténue de toutes les mandibules découvertes.

### Meganthropus D
Ces mandibule et branche de mandibule fossiles furent acquis par le chercheur indonésien S. Sartono en 1993, et ont été datés entre 1,4 et 0,9 million d'années. Le fragment de branche est très endommagé, mais le fragment de mandibule apparait à peu près intact, bien que les dents aient été perdues. Le fossile est légèrement plus petit que Meganthropus A et très similaire dans la forme. Sartono, Tyler, et Krantz sont tombés d'accord pour dire que Meganthropus A et D appartenaient très probablement à la même espèce, quelle qu'elle soit.

### Meganthropus I / Sangiran 27
Tyler décrivit ce spécimen comme un crâne presque complet mais écrasé, qui se situait dans la variabilité supposée de Meganthropus et en dehors de celle d'Homo erectus. Le spécimen avait de manière inhabituelle une double crête sagittale, qui se rejoignait presque au sommet du crâne, et une crête nucale très épaisse,.

### Meganthropus II / Sangiran 31
Ce crâne partiel fut d'abord décrit par Sartono en 1982. Tyler parvint de son côté à la conclusion qu'il sortait de la variabilité d'Homo erectus. Le crâne était plus profond, plus bas, et plus large qu'aucun autre spécimen trouvé jusque-là. Il avait la même  double crête sagittale que le fossile précédent, avec un volume endocrânien d'environ 800 à 1000 cm3. Dans cette configuration, les muscles temporaux montent jusqu'au sommet du crâne où ils se rejoignent presque. On ne connait pas de spécimen d'Homo erectus qui soit doté de ce caractère,,.
Depuis sa présentation en 1993, la reconstruction de Sangiran 31 faite par Tyler a été acceptée par la plupart de ses pairs. Comme la majorité des fossiles, il était fortement endommagé, mais avec une calotte crânienne quasi complète les risques d'erreur dans la reconstruction étaient limités. 

### Meganthropus III
Ce fossile n'a que des liens ténus avec Meganthropus palaeojavanicus. Il semble être la partie postérieure d'un crâne d'hominidé, mesurant environ 7 à 10 cm. Il a été décrit par Tyler en 1996, qui a trouvé que l'angle occipital du crâne entier devait être d'environ 120°, ce qui selon lui sortirait de la variabilité d'Homo erectus, celui-ci ayant un os occipital bien plus anguleux. Son interprétation du fragment de crâne a cependant été discutée par d'autres chercheurs, avec des doutes que le fragment soit bien la partie d'un crâne selon la vision de Tyler.